# Bernhard Klodt
Bernhard Klodt (ur. 26 października 1926 w Gelsenkirchen, zm. 23 maja 1996 w Garmisch-Partenkirchen), niemiecki piłkarz, napastnik. Mistrz świata z roku 1954.
W reprezentacji Niemiec debiutował 22 listopada 1950 w meczu ze Szwajcarią. Do 1959 w kadrze rozegrał 19 spotkań i strzelił 3 bramki. Podczas MŚ 54 zagrał jedynie w dwóch meczach grupowych z Turcją (1 gol). Brał udział w MŚ 58 (czwarte miejsce).
Przez wiele lat był piłkarzem FC Schalke 04. W 1958 zdobył tytuł mistrza Niemiec.